# Mer de Noms

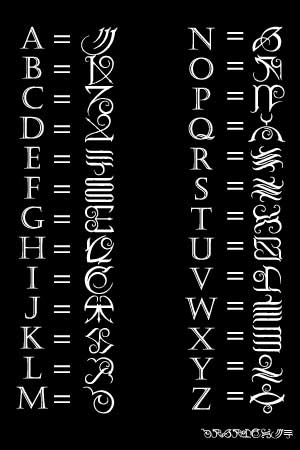
Alfabet płyty

Mer de Noms (z fr. morze imion) – debiutancka płyta amerykańskiej grupy A Perfect Circle, nagrana w 2000. Muzykę skomponował Billy Howerdel, a teksty napisał Maynard James Keenan.
Na okładce i we wkładce wydawnictwa pojawiają się znaki (runy), które odpowiadają poszczególnym literom angielskiego alfabetu. Okładka zawiera napis LA CASCADE DES PRENOMS (z fr. wodospad imion).

## Lista utworów
1. "The Hollow" – 3:01
2. "Magdalena" – 4:06
3. "Rose" – 3:26
4. "Judith" – 4:07
5. "Orestes" – 4:48
6. "3 Libras" – 3:39
7. "Sleeping Beauty" – 4:10
8. "Thomas" – 3:31
9. "Renholdër" – 2:24
10. "Thinking of You" – 4:34
11. "Breña" – 4:24
12. "Over" – 2:23

## Twórcy
- Maynard James Keenan - śpiew
- Billy Howerdel - gitara
- Troy Van Leeuwen - gitara
- Paz Lenchantin - gitara basowa
- Josh Freese - perkusja